# Covariance (équation)
En physique théorique, une équation est dite covariante sous un groupe de transformations donné si et seulement si elle garde la même forme mathématique avant et après application d'une opération du groupe. Pour qu'il puisse y avoir covariance, il faut que les deux membres de l'équation soient des tenseurs de même ordre.

## Exemples
- Les équations de Maxwell de l'électromagnétisme classique sont covariantes sous le groupe de transformations de Lorentz. Cette covariance est historiquement à l'origine de la théorie de la relativité restreinte d'Einstein (1905).
- Les équations d'Einstein de la relativité générale sont covariantes sous le groupe des difféomorphismes de l'espace-temps.
- Les équations de la théorie quantique des champs du modèle standard de la physique des particules sont covariantes sous le groupe de transformations de Lorentz. Cette covariance est un des postulats de base de ces théories, dont les prédictions sont actuellement en excellent accord avec les données expérimentales. Toutefois, cette covariance pourrait être remise en cause dans le futur, en raison d'éventuels effets quantiques de la gravitation.

## Gravitation quantique et covariance de Lorentz
Des travaux récents en théorie de la gravitation quantique à boucles et en théorie des cordes laissent soupçonner que les effets quantiques de la gravitation devraient entrainer une violation mesurable de la covariance de Lorentz. En particulier, la relation de dispersion énergie/quantité de mouvement d'une particule massive ne serait plus de la forme :
{\displaystyle E\ =\ {\sqrt {||{\vec {p}}||^{2}\,c^{2}\ +\ m^{2}\,c^{4}\ }}}
Des tests expérimentaux de cette violation potentielle sont actuellement en cours.